# بركة شيخ (فين)
برکة شیخ (بالفارسية: برکه شیخ) هي قرية تقع في إيران في قسم فين الريفي.